# Medelijden
Medelijden (ook compassie, mededogen, medeleven, erbarmen, misericordia of deernis) is een vorm van empathie, waarbij iemand meevoelt met het lijden van een ander. Medeleven wordt vaak beschouwd als een deel van het begrip liefde. Ook wordt medelijden een belangrijke hoeksteen van humanisme beschouwd en krijgt het een belangrijke plaats in verschillende filosofieën en godsdiensten. Vaak is het begrip verwant aan barmhartigheid, naastenliefde, genade en vergeving.

## Mededogen in de psychologie
Medeleven in de psychologie is de vatbaarheid voor het herkennen van het leed bij een ander, waar een reactie van verbondenheid op volgt. Medeleven mag in deze betekenis niet worden verward met de zieligmakende bijklank die soms gepaard gaat bij het gebruik van het woord "medelijden".
Sinds enige tijd wordt het ontwikkelen van (zelf)compassie gezien als een belangrijke factor in therapie. Zelfkritiek en schaamte zijn factoren die (psychisch) leed versterken.

## Mededogen als religieus begrip

### Christendom

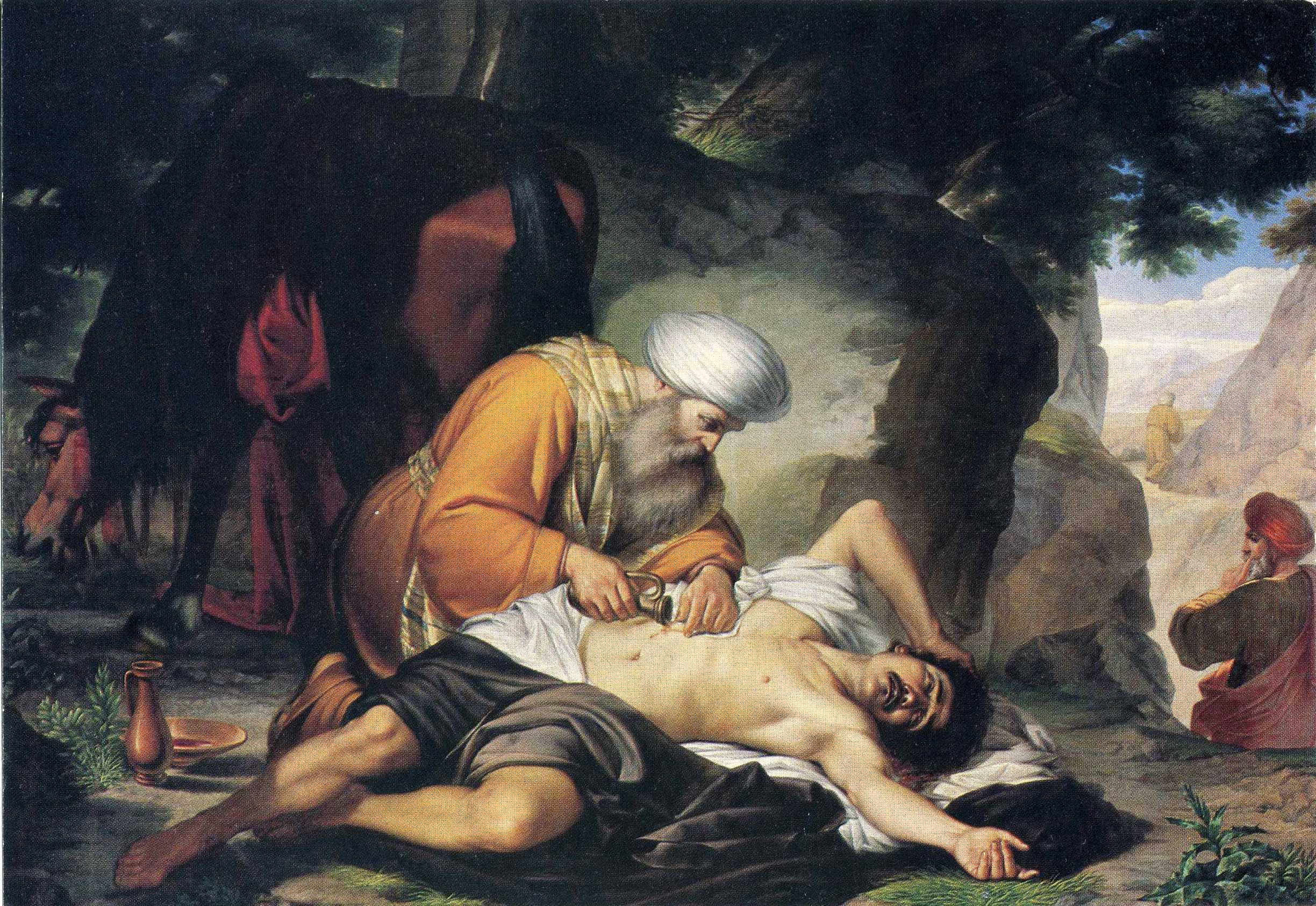
Een 18de-eeuwse afbeelding van de Parabel van de Barmhartige Samaritaan.

In de Tweede Brief aan de Corinthiërs in de Bijbel wordt God "de Vader van de barmhartigen" genoemd (1.3.). Het leven van Jezus belichaamt voor christenen de kern van medelijden en naastenliefde. Christus' voorbeeld spoort christenen aan om hun eigen verlangens te verzaken en om mededogen te tonen ten aanzien van anderen, in het bijzonder voor diegenen die hulp nodig hebben. Jezus verzekert zijn toehoorders dat "zij die genade tonen, gezegend zijn". In de parabel van de barmhartige Samaritaan houdt hij zijn volgelingen de idealen van medelijden en naastenliefde voor.
Jezus zei onder andere in Mattheüs 5:7 dat men met compassie anderen moet benaderen, niet alleen degene in nood maar ook anderen.
In het Westerse christendom gaan de begrippen medelijden en naastenliefde gepaard met het principe van liefdadigheid, wat heeft geleid tot het ontstaan van een reeks liefdadigheidsorganisaties zoals Oxfam, Artsen zonder Grenzen en Live Aid.

### Hindoeïsme
Medelijden, liefdadigheid en zelfbeheersing zijn de drie belangrijkste deugden in het hindoeïsme. Medelijden wordt in de Hindoeïstische overlevering "DAYA" genoemd. Het belang van mededogen gaat in het hindoeïsme terug tot de Vedas, de heilige teksten die werden geschreven in een periode voor 1500 voor Christus. Hoewel de oorspronkelijke Vedas soms de oorlog en de oorlogsgod Indra vereerden, toonde ook deze god mededogen ten aanzien van mensen en de mensheid. Hij is daarentegen wel genadeloos tegenover Asuras, een kwaadaardig volk. De latere Vedas tonen een grotere gevoeligheid voor de deugd van mededogen. Een concept dat een belangrijke rol speelt, is dat van ahimsa. De omschrijving van dit begrip verschilt van de ene overlevering naar de andere. Het is een woord dat kan vertaald worden als "het afzien van het berokkenen van schade". Het is een afleiding van hisma dat "schade berokkenen" betekent, of "de bedoeling om schade aan te richten".
Bijvoorbeeld de gebeden van Vasudeva Datta, een 16de-eeuwse sadhu (heilige man), vragen Heer Krishna om alle lijdende zielen te helpen omdat zijn hart breekt bij het zien van al dat lijden.

### Boeddhisme

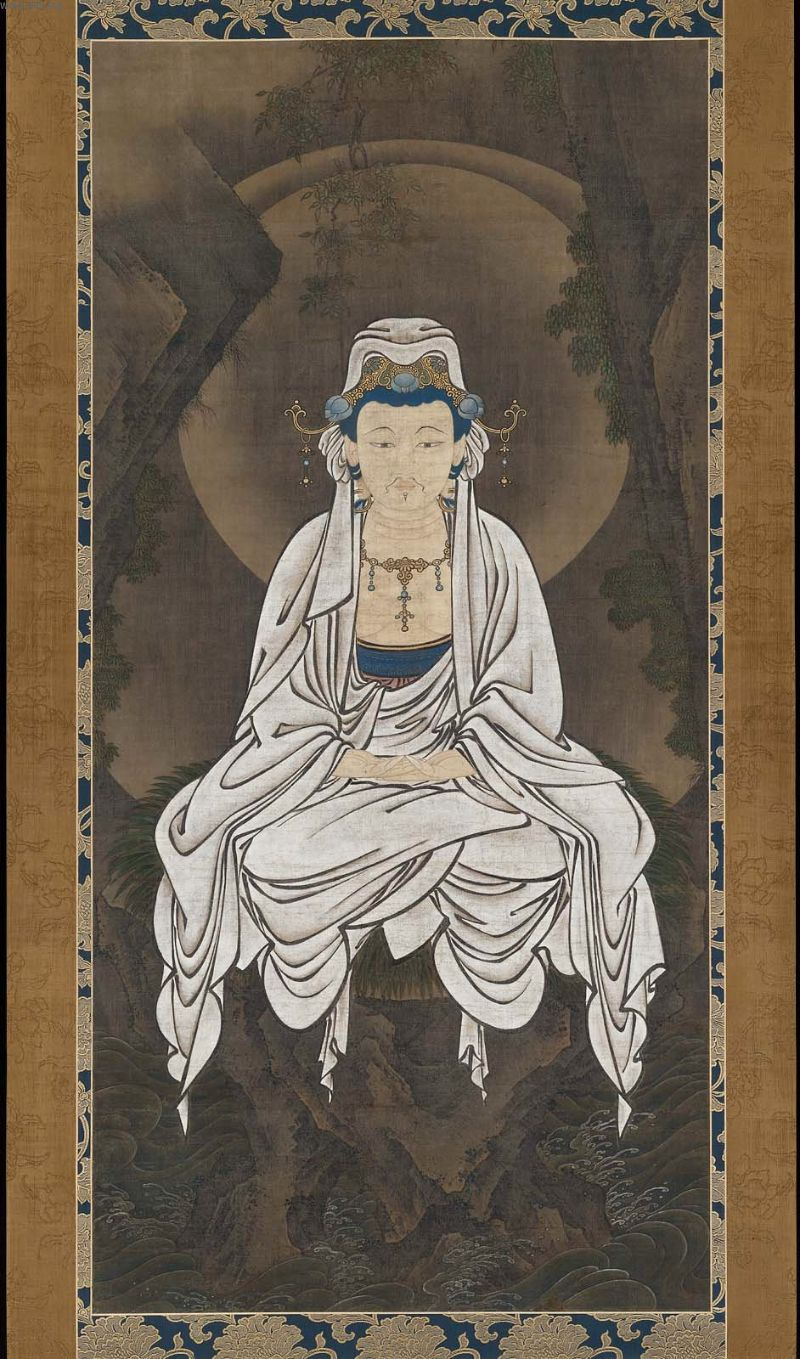
Een 16de-eeuwse Japanse afbeelding van Kannon, de Bodhisattva van Groot Mededogen.

In het boeddhisme is karuna of mededogen datgene wat een hart van een goed persoon beroert wanneer hij de pijn van anderen ziet. Het zou het antigif zijn tegen het vergif van woede en haat. Naar verluidt zou Boeddha ooit gevraagd zijn door zijn gezel Ananda, of het waar was dat de ontwikkeling van een liefhebbende vriendelijkheid en mededogen een deel zijn van hun leer. Waarop Boeddha antwoordde: "Nee, het zou niet waar zijn om te zeggen dat de ontwikkeling van een liefhebbende vriendelijkheid en mededogen een deel van onze leer is. Het zou waar zijn om te zeggen dat de ontwikkeling van liefhebbende vriendelijkheid en mededogen onze hele leer is."

### Jaïnisme
Mededogen voor alle leven, zowel menselijk als ander, staat centraal in het jaïnisme. Hoewel alle leven als heilig wordt beschouwd, wordt menselijk leven als de hoogste vorm van aards bestaan geacht. Het doden van een persoon, ongeacht hun misdaden, wordt als onvoorstelbaar afschuwelijk beschouwd. Het is een godsdienst dat zowel monniken als leken oplegt om strikt vegetarisch te leven. Men vermoedt dat bepaalde stromingen van hindoeïsme onder invloed van het jaïnisme vegetarisch werden.
Hun standpunt over geweldloosheid gaat verder dan vegetarisme. Volgelingen van het Jainisme weigeren om voedsel te eten dat werd bekomen door onnodige wreedheid. Hierdoor volgen velen een levensstijl die sterk gelijkt op veganisme, als antwoord op industriële landbouw. Ze hebben ook een netwerk van dierenasielen en -ziekenhuizen verspreid over Indië opgericht.

### Jodendom
In het jodendom is God de Barmhartige of de Vader der barmhartigen.
Medelijden en mededogen voor hen die in nood zijn is een gevoel dat wordt toegeschreven aan zowel de mens als God. Mededogen is meer dan louter een menselijk gevoel. De Kabbalah, een Joodse mystieke traditie, maakt dit in het bijzonder duidelijk. Het ontbreken van mededogen daarentegen maakt mensen wreed (Jer. vi. 23).

### Islam

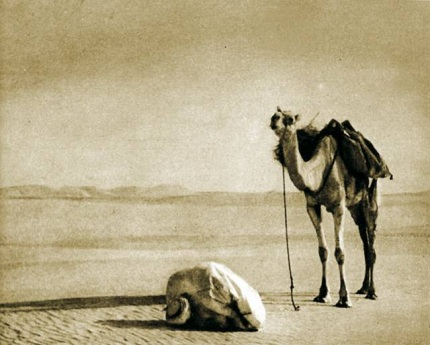
Een foto uit de jaren 30 die een woestijnreiziger toont die bidt voor de steun van God de Genadige en Barmhartige.

In de islam zijn genade en mededogen Allahs belangrijkste eigenschappen, in de canoniek Arabisch: Rahman en Rahim. Elk van de 114 hoofdstukken in de Koran, met één uitzondering, beginnen met: "In de Naam van God de Genadige, de Barmhartige." Islamitische geschriften sporen gelovigen aan tot mededogen ten aanzien van gevangenen en weduwes, wezen en de armen. Zakat, een belasting om de armen en de behoeftigen te helpen, is verplicht voor alle moslims.

## Mededogen in de wijsbegeerte
Friedrich Nietzsche stelde dat een mens in staat moet zijn om zijn menselijke kant te overstijgen, indien deze schadelijk is, en dus ook het medeleven. Friedrich Nietzsche noemde het medelijden ziekelijk en schadelijk, omdat het het echte lijden besmettelijk maakt. Bovendien krenkt de medelijdende de lijdende in zijn eer. Hij vergeleek het met slechte manieren. In plaats van het medelijden stelde hij medevreugde, net zoals hij in plaats van de naastenliefde verstenliefde stelde.
"Want dat ik de lijdende lijden zag, daarover schaamde ik mij, om der wille van zijn schaamte; en toen ik hem hielp, vergreep ik mij grof aan zijn trots" - F. Nietzsche (Also sprach Zarathustra, Zweiter Teil: Von den Mitleidigen)
Andere wijsgeren zoals de Stoïcijnen, Immanuel Kant en Montaigne verwierpen ook het medeleven in bepaalde gevallen.

## Mededogen in de wetgeving
Veel landen hebben een wetgeving die mensen verplicht om een persoon in nood te helpen. Dit betreft dus een opgelegde vorm van mededogen.